# Kadakol, Basavana Bagevadi
Kadakol là một làng thuộc tehsil Basavana Bagevadi, huyện Bijapur, bang Karnataka, Ấn Độ.